# Bryan Cranston
Bryan Lee Cranston (Los Angeles, 7 de março de 1956) é um ator, dublador, roteirista, diretor e produtor estadunidense, conhecido por interpretar Walter White na série dramática da AMC Breaking Bad, pela qual ele venceu quatro Emmys do Primetime de Melhor Ator em Série Dramática, Hal na série cômica da Fox Malcolm in the Middle e Dr. Tim Whatley na série da NBC Seinfield.
Cranston dirigiu episódios de várias séries, incluindo sete de Malcolm in the Middle, três de Breaking Bad, dois de Modern Family e um de The Office (Estados Unidos). Ele também aparece como elenco de apoio em diversos filmes aclamados, tais como O Resgate do Soldado Ryan (1998), Little Miss Sunshine (2006), Drive (2011), Argo (2012) e Godzilla (2014). Já dublou dois monstros da série Mighty Morphin Power Ranger.
Em 2016, Bryan foi indicado para o Oscar de Melhor Ator pelo seu trabalho no filme Trumbo.

## Infância
Bryan nasceu e foi criado em Canoga Park, Califórnia, filho de Audrey Peggy Sell, uma atriz de rádio, e Joseph Louis "Joe" Cranston, ator e produtor de Hollywood. Ele é o segundo de seus três filhos. De ascendência austríaca, inglesa e irlandesa por parte de seu pai, enquanto seus avós maternos eram imigrantes da Alemanha.
O pai de Bryan abandonou a família quando ele tinha 11 anos por não conseguir trabalhos suficientes para a sustentar. Onze anos mais tarde, Bryan e o seu irmão decidiram procurá-lo e conseguiram criar uma relação com ele até à sua morte em 2014. O ator diz que baseou a personagem de Walter White no seu pai, que tinha uma postura caída, "como se tivesse que carregar o peso do mundo nas costas".
Bryan passou parte da infância a viver com os avós numa quinta, onde trabalhou com animais.
Frequentou o Canoga Park High School, onde fez parte do clube de Química e em 1976 se formou em Ciências Políticas na Los Angeles Valley College.

## Carreira
Depois de terminar a universidade, Bryan começou a trabalhar como ator em teatros regionais. Porém, os seus pais não se mostraram muito receptivos à ideia do filho em trabalhar como ator. Assim, ele desistiu da profissão durante alguns anos e foi ordenado ministro pela Igreja Universal da Vida. Isso levou que ele celebrasse casamentos por 150 dólares, para se sustentar.
Bryan começou a trabalhar como ator no começo dos anos 1980, em comerciais de televisão e pequenas participações em séries televisivas, como CHiPs, Baywatch, The Flash, Seinfeld e The X-Files Também trabalhou com dublagem em animações japonesas.
O seu primeiro papel de destaque na televisão aconteceu em 1998 quando interpretou Buzz Aldrin na minissérie From the Earth to the Moon da HBO. No mesmo ano conseguiu um papel no premiado filme O Resgate do Soldado Ryan de Steven Spielberg, interpretando o coronel que insiste que o Soldado Ryan deve ser salvo.
Em 2000 estreou a série Malcolm in the Middle onde Bryan interpreta o papel de Hal, o pai do personagem principal. Ele permaneceu na série até o seu fim em 2006, e também dirigiu vários episódios da mesma. O seu desempenho na série rendeu três indicações ao Emmy.
No final de 2006, Bryan fez uma pequena participação na sitcom How I Met Your Mother no papel do colega de trabalho e ex-patrão odioso da personagem de Ted Mosby. Ainda nesse ano, teve um papel secundário no filme Little Miss Sunshine.

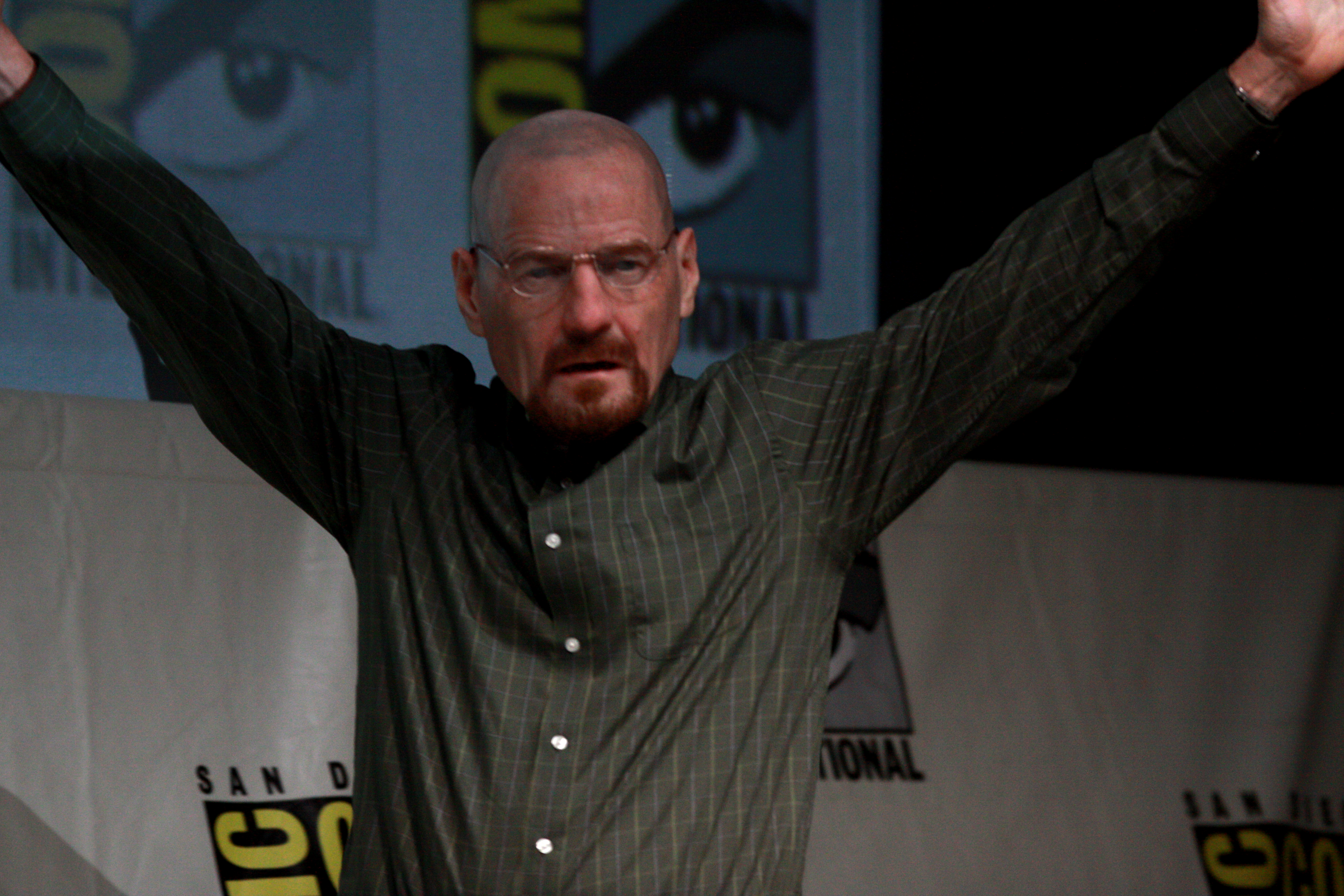
Bryan Cranston disfarçado da sua personagem em Breaking Bad na Comic-Con de 2013.

Entre 2008 e 2013, Bryan protagonizou a série Breaking Bad no canal AMC. Criada por Vince Gilligan, a série segue a história de Walter White, um professor de química a quem é diagnosticado um câncer de pulmão terminal. Walter forma uma parceria com o seu antigo estudante, Jesse Pinkman para produzir e vender metanfetaminas e garantir o bem-estar da família de Walter depois de este morrer. O trabalho de Bryan na série foi muito elogiado pela crítica e rendeu o prêmio Emmy de "Melhor Ator numa Série Dramática" nas três primeiras temporadas da série, assim como na última, e nomeações na mesma categoria na quarta e metade da quinta temporada. Bryan assumiu o papel de produtor na quarta e na quinta temporada e dirigiu três episódios.
Em 2011, Bryan teve papéis em três filmes de grande sucesso: o drama The Lincoln Lawyer, o thriller Drive e em Contagion. No ano seguinte teve um dos papéis principais, o de Chancellow Vilos Cohaagen, o presidente corrupto da fictícia Federação Unida da Grã-Bretanha, no filme Total Recall, um remake do filme dos anos 1990. Ainda nesse ano teve uma participação especial na série de comédia 30 Rock no papel de padrasto da personagem Ron. Foi ainda convidado para fazer parte da Academia de Artes e Ciências Cinematográficas.
Desde setembro de 2013, o ator interpreta o papel do Presidente norte-americano Lyndon B. Johnson nas produções do American Repertory Theater e da Broadway de All the Way. Em julho de 2014, foi noticiado que a HBO estava a preparar uma adaptação para a televisão desta peça com Bryan no papel principal. O telefilme deverá ser transmitido em maio de 2016.
No cinema, Bryan desempenhou um dos papéis principais, o do cientista Joe Brody, em Godzilla. Em 2015 estreou Trumbo, um filme sobre a vida de Dalton Trumbo, um argumentista colocado na lista negra do Comité de Atividades Antiamericanas em 1947 quando este investigava alegadas influências comunistas na indústria cinematográfica. Este papel valeu-lhe nomeações para os principais prêmios do cinema, incluindo para os Globos de Ouro, BAFTA's, Screen Actors Guild Awards e a sua primeira nomeação para os Óscares.
Em 2016 estreou Kung Fu Panda 3, onde o ator fez a voz de Li Chan. Em 2017, participou do filme Power Rangers, como Zordon, marcando seu retorno à franquia depois de participar da primeira temporada da série.
Em 2018 fez parte do elenco do filme Isle of Dogs, que estreou no 68º Festival Internacional de Cinema de Berlim, onde interpretou o chefe dos cães. O filme foi lançado em 23 de março de 2018. Ainda no mesmo ano Cranston aparece na 9ª temporada do Curb Your Enthusiasm, interpretando o terapeuta de Larry David. O canal NBC anunciou que ele será um dos atores convidados na 10ª temporada da série Will & Grace.

## Filmografia

### Cinema
| Ano  | Título                              | Título em português                                                      | Papel                          | Nota                             |
| ---- | ----------------------------------- | ------------------------------------------------------------------------ | ------------------------------ | -------------------------------- |
| 1987 | Amazon Women on the Moon            | BR/PT: As Amazonas na Lua                                                | Paramédico                     |                                  |
| 1992 | Ramayana: The Legend of Prince Rama |                                                                          | Matti Tohn                     | Voz (dublagem americana)         |
| 1994 | Erotique                            |                                                                          | Dr. Robert Stern               |                                  |
| 1996 | That Thing You Do!                  | BR: The Wonders - O Sonho não Acabou PT: Tudo por um Sonho               | Gus Grissom                    |                                  |
| 1998 | Saving Private Ryan                 | BR/PT: O Resgate do Soldado Ryan                                         | Coronel Bryce                  |                                  |
| 2000 | Terror Tract                        |                                                                          | Ron Gatley                     |                                  |
| 2001 | 'Twas the Night                     |                                                                          | Nick Wrigley                   | Filme do Disney Channel          |
| 2003 | Feriado em Família                  |                                                                          | Woodrow Snider                 |                                  |
| 2006 | Little Miss Sunshine                | BR: Pequena Miss Sunshine PT: Uma Família à Beira de um Ataque de Nervos | Stan Grossman                  |                                  |
| 2010 | Love Ranch                          | BR: O Rancho do Amor                                                     | James Pettis                   |                                  |
| 2011 | O Pode e a Lei                      |                                                                          | Detetive Lankford              |                                  |
| 2011 | Batman: Ano Um                      |                                                                          | Tenente James Gordon           | Diretamente em Vídeo; Voz        |
| 2011 | O Substituto                        |                                                                          | Richard Dearden                |                                  |
| 2011 | Larry Crowne                        |                                                                          | Dean Tainot                    |                                  |
| 2011 | Contágio                            |                                                                          | Contra-almirante Lyle Haggerty |                                  |
| 2011 | Drive                               | BR: Drive PT: Drive: Risco Duplo                                         | Shannon                        |                                  |
| 2012 | Esquadrão Red Tails                 |                                                                          | Coronel William Mortamus       |                                  |
| 2012 | John Carter                         | BR: John Carter: Entre Dois Mundos PT: John Carter                       | Coronel da Guerra Civil        |                                  |
| 2012 | Madagascar 3: Europe's Most Wanted  | BR: Madagascar 3: Os Procurados PT: Madágascar 3                         | Vitaly                         | Voz                              |
| 2012 | Rock of Ages                        |                                                                          | Mike Whitmore                  |                                  |
| 2012 | O Vingador do Futuro                |                                                                          | Cohaagen                       |                                  |
| 2012 | Argo                                |                                                                          | Jack O'Donnell                 |                                  |
| 2013 | Cold Comes the Night                |                                                                          | Topo                           |                                  |
| 2014 | Godzilla                            |                                                                          | Joe Brody                      |                                  |
| 2015 | Trumbo                              | BR: Trumbo: Lista Negra PT: Trumbo                                       | Dalton Trumbo                  | Indicado ao Oscar de Melhor Ator |
| 2016 | Kung Fu Panda 3                     | BR: Kung Fu Panda 3 PT: O Panda do Kung Fu                               | Li Shan                        | Voz                              |
| 2016 | In Dubious Battle                   | BR/PT: Batalha Incerta                                                   | Xerife                         |                                  |
| 2016 | The Infiltrator                     |                                                                          | Robert Mazur                   | Também como Produtor Executivo   |
| 2016 | Why Him?                            |                                                                          | Ned Fleming                    |                                  |
| 2016 | All the Way                         |                                                                          | Lyndon B. Johnson              | Filme da HBO; Produtor Executivo |
| 2016 | Wakefield                           |                                                                          | Howard Wakefield               |                                  |
| 2017 | Power Rangers                       | BR: Power Rangers - O Filme PT: Power Rangers                            | Zordon                         |                                  |
| 2017 | Last Flag Flying                    | Last Flag Flying                                                         | Sal Nealon                     |                                  |
| 2017 | Artista do Desastre                 | Artista do Desastre                                                      | Ele Mesmo                      | Participação                     |
| 2017 | The Upside                          | The Upside                                                               | Phillip                        | Remake do filme "Intocáveis"     |
| 2018 | Isle of Dogs                        | BR: Ilha de Cachorros PT: Ilha dos Cães                                  | Chefe                          | Voz                              |
| 2019 | The One and Only Ivan               |                                                                          | Mack                           |                                  |
| 2019 | El Camino: A Breaking Bad Movie     | BR: El Camino: Um Filme de Breaking Bad                                  | Walter White                   | Participação                     |
| TBA  | Argylle                             | Argylle                                                                  | Não Revelado                   | [ 19 ]                           |

### Televisão
| Ano       | Programa                              | Personagem                      | Nota                                             |
| --------- | ------------------------------------- | ------------------------------- | ------------------------------------------------ |
| 1982      | CHiPs                                 | Billy Joe                       | Episódio: "Return to Death's Door"               |
| 1989      | Baywatch                              | Tom Logan                       | Episódio: "Cruise Ship"                          |
| 1991      | The Flash                             | Philip "Mark" Moses             | Episódio: "Be My Baby"                           |
| 1992      | L.A. Law                              | Sr. Philips                     | Episódio: "All About Sleaze"                     |
| 1994–1997 | Seinfeld                              | Dr. Tim Whatley                 | 5 episódios                                      |
| 1994      | Viper                                 | Garrett Berlin                  | Episódio: "Wheels of Fire"                       |
| 1995      | Amor Fraternal                        | Russell Winslow                 | Episódio: "Such a Bargain"                       |
| 1995      | Touched by an Angel                   | Dr. Tom Bryant                  | Episódio: "The Hero"                             |
| 1997      | Sabrina: Aprendiz de Feiticeira       | Advogado Bruxo                  | Episódio: "Troll Bride"                          |
| 1998      | The X-Files                           | Patrick Crump                   | Temporada 6, Episódio 2: "Drive"                 |
| 1998      | Chicago Hope                          | Jesus                           | Episódio: "Tantric Turkey"                       |
| 1998      | Querida, Encolhi as Crianças: A Série | Ronald "Cheesy" Meezy           | Episódio: "Honey, I'm the Sorcerer's Apprentice" |
| 1998–2007 | The King of Queens                    | Participação                    | 4 episódios                                      |
| 2000–2006 | Malcolm in the Middle                 | Hal                             |                                                  |
| 2006–2013 | How I Met Your Mother                 | Hammond Druthers                | 3 episódios                                      |
| 2007      | Fallen                                | Lúcifer / Portador da Luz       | 3 episódios                                      |
| 2008–2013 | Breaking Bad                          | Walter White                    | 63 episódios; Diretor em 3 episódios e Produtor  |
| 2012      | 30 Rock                               | Ron                             | Episódio: "Governor Dunston"                     |
| 2012–2013 | The Simpsons                          | Stradivarius Cain; Walter White | 2 episódios                                      |
| 2012–2013 | The Cleveland Show                    | Dr. Fist; Vários Personagens    | 9 episódios                                      |
| 2015      | Sneaky Pete                           | Vince                           | 10 episódios; Co-criador e Produtor Executivo    |
| 2017      | Curb Your Enthusiasm                  | Dr. Lionel Templeton            | Episódio: "Running with the Bulls"               |
| 2022      | Better Call Saul                      | Walter White                    | 2 episódios                                      |